# Claude Giraud (acteur)
Pour les articles homonymes, voir Claude Giraud.
Claude Giraud, né le 5 février 1936 à Chamalières (Puy-de-Dôme) et mort le 3 novembre 2020 à Clermont-Ferrand (Puy-de-Dôme) est un acteur français.
Au cinéma, ses rôles les plus connus sont celui de Philippe de Plessis-Bellière dans la saga des Angélique et celui de Slimane dans Les Aventures de Rabbi Jacob. 
Très actif dans le milieu du doublage, il a été entre autres la voix française régulière des acteurs Robert Redford, Tommy Lee Jones et Alan Rickman. Il est aussi connu pour avoir été la voix d'Ulysse dans la série d'animation Ulysse 31 diffusée en 1981.

## Biographie

### Jeunesse et débuts
Claude Pierre Edmond Giraud est né le 5 février 1936 à Chamalières (Puy-de-Dôme).

### Enfance et formation
Fils d'un chirurgien-gynécologue,, Claude Giraud grandit à Clermont-Ferrand où son oncle possède plusieurs salles de cinéma.
C'est à dix-neuf ans que, jeune bachelier, il annonce à son père qu'il veut devenir acteur. Il monte alors à Paris où il s'inscrit en licence de lettres à la Sorbonne pour rassurer ses parents. C'est par Pierre Fresnay qu'il rencontre Henri Rollan.
Élève de Tania Balachova au Vieux-Colombier, de Berthe Bovy et de Jean Meyer au Centre d'art dramatique de la rue Blanche, puis de Debucourt et de Fernand Ledoux au Conservatoire national d'art dramatique, il remporte au concours de 1962 les trois premiers prix (Tragédie, Comédie classique, Comédie moderne), une première chez les hommes, ce qui lui ouvre les portes de la Comédie-Française.

### Carrière

#### Au théâtre

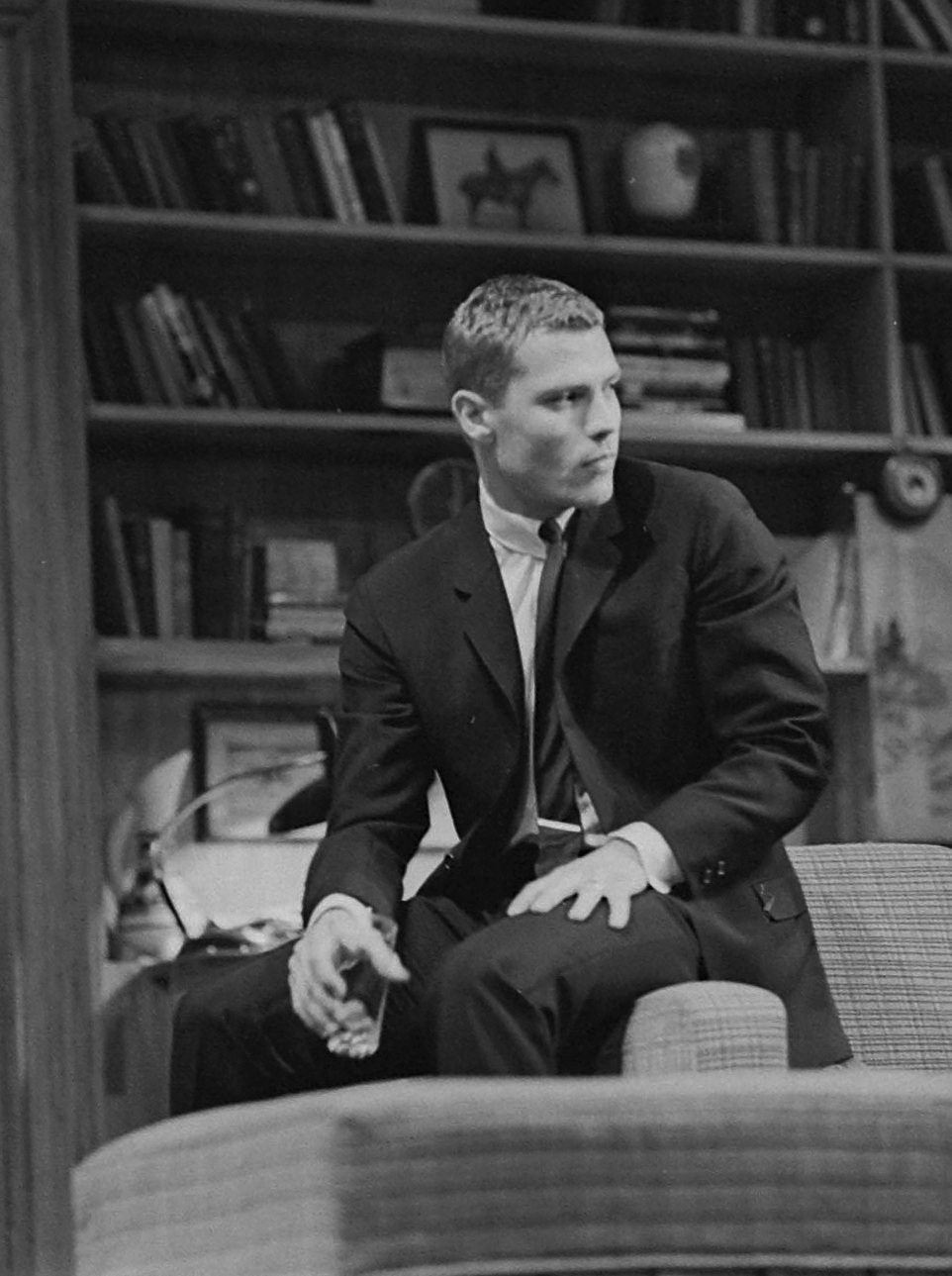
Claude Giraud dans Qui a peur de Virginia Woolf ?, mise en scène de Franco Zeffirelli, Théâtre de la Renaissance, 1964.

Claude Giraud débute à la Comédie-Française dans Valère de L'Avare, joue Arsace dans Bérénice, le récitant du Retour de l'enfant prodigue d'André Gide. Déçu qu'on ne lui confie que des petits rôles, il quitte une première fois la Comédie-Française en 1963,, pour aller tourner Un roi sans divertissement, film de François Leterrier d'après Jean Giono (Grand prix du cinéma français). La Comédie-Française lui intente un procès pour rupture de contrat, qu'elle perd en appel.
Premier lauréat du prix Gérard-Philipe (1962), il reçoit le Theater World Award de New York en 1964 pour ses rôles de Titus et d'Hippolyte dans Bérénice et Phèdre avec Marie Bell.
Claude Giraud retrouve la Comédie-Française en 1972, et en devient le 460ᵉ sociétaire en 1976. Il la quitte fin 1982 pour participer à la création de la compagnie de Jean-Laurent Cochet au théâtre Hébertot où, à l'instar de sa « maison » précédente, plusieurs spectacles sont donnés en alternance, Le Misanthrope, Dom Juan, 29 degrés à l'ombre, La Parisienne, Le Pain de ménage, Le Malade imaginaire, etc. Sans oublier les soirées poétiques avec : Au pays de Papouasie, Le Cœur innombrable, La Difficulté d'être, Arbres de vie, etc. Charlotte Corday de Daniel Colas, mise en scène de l'auteur, Petit-Hébertot. Il joue régulièrement jusqu'en 2005.

#### À la télévision
Claude Giraud a joué de nombreux rôles à la télévision dont Lord Roger Mortimer dans la série Les Rois maudits aux côtés de Geneviève Casile, Michel Beaune, Jean-Louis Broust ou Jean Piat (1972), Morgan ou Jacques de Sainte-Hermine, le chef des Compagnons de Jéhu (1966) et le père de Sébastien, Pierre Maréchal, dans Sébastien parmi les hommes (1968), aux côtés de Mehdi El Glaoui. Il est Cinna (1962) devant la caméra de Jean Kerchbron, Œdipe (1963) dans La Machine infernale de Jean Cocteau, réalisation Claude Loursais, Cléante aux côtés de Delphine Seyrig et Michel Bouquet dans Le Tartuffe (réalisation de Marcel Cravenne, 1971), Mehdi Ben Barka dans La guerre du pétrole n'aura pas lieu (1974) de Souheil Ben Barka et donne la réplique à Claude Jade dans Mamie Rose (1975) de Pierre Goutas, dans lequel ils jouent un couple en crise. En 1981, il est Maxime d'Aurillac dans Les Fiancées de l'Empire de Jacques Doniol-Valcroze.

#### Au cinéma
Au cinéma, il est le capitaine de gendarmerie Langlois dans le film de François Leterrier, Un roi sans divertissement (1963) adapté du roman éponyme de Jean Giono, qui signe lui-même l'adaptation et produit le film ; Georges aux côtés de Marie Dubois, Anna Karina et Maurice Ronet dans La Ronde de Roger Vadim (1964) ; Philippe de Plessis-Bellière dans la série des Angélique (1964-1966) ; Hippolyte dans Phèdre, interprétée par Marie Bell, film de Pierre Jourdan (1968). Il reste plus connu du grand public pour son rôle de Slimane dans Les Aventures de Rabbi Jacob (1973) de Gérard Oury.

#### Doublage
C'est aussi en tant que comédien de doublage que Claude Giraud s'est imposé depuis les années 1970, prêtant principalement sa voix à Robert Redford (Nos plus belles années, Les Hommes du président, Un pont trop loin, Out of Africa, L'Homme qui murmurait à l'oreille des chevaux), Mel Gibson (L'Année de tous les dangers de Peter Weir, Le Bounty de Roger Donaldson), Warren Beatty (John McCabe de Robert Altman), Tommy Lee Jones (Le Fugitif, US Marshals, Men in Black), Harrison Ford (Les Aventuriers de l'arche perdue), Sean Connery (Le Nom de la rose), Alan Rickman (Harry Potter, Sweeney Todd et Michael Collins) et Liam Neeson (La Liste de Schindler, Batman Begins et Hantise). Il est également la voix française d'Ulysse dans la série animée Ulysse 31 (1981). Dans les années 1990, il double Dennis Lipscomb dans le rôle d'Ulysses S. Grant et Ben Murphy dans le rôle d'Ethan Cooper dans la série Docteur Quinn, femme médecin. Il double Robert Redford dans la bande annonce du film Sous surveillance en 2012 mais, ayant pris sa retraite avant la sortie en salles, est remplacé pour le doublage du film par Patrick Béthune ; sa voix est encore utilisée en 2014 dans Les Luminescences d'Avignon, un spectacle en 3D dans la cour d'honneur du palais des Papes.

### Vie personnelle
Claude Giraud a été marié à la comédienne Catherine Marquand dite Demanet (de) (1943-2012) avec qui il a eu deux enfants : Louis (né en 1964) et Marianne (née en 1966),. Vivant en province, il a élevé des petits chevaux connemara durant de nombreuses années.

### Mort
Claude Giraud meurt le 3 novembre 2020 à Clermont-Ferrand (Puy-de-Dôme).

## Théâtre
- 1962 : Bérénice de Racine, Comédie-Française : Arsace (17 fois, 1962-1963)
- 1963 : Bérénice de Racine, Broadway Theatre (53e rue) : Titus[18]
- 1963 : Phèdre de Racine, Broadway Theatre (53e rue) : Hippolyte
- 1964 : Qui a peur de Virginia Woolf ? d’Edward Albee, mise en scène Franco Zeffirelli, théâtre de la Renaissance
- 1965 : Phèdre de Racine, mise en scène Raymond Gérôme, théâtre du Gymnase
- 1967 : La Promesse d'Alexeï Arbouzov, mise en scène Michel Fagadau, théâtre de la Gaîté-Montparnasse : Marat
- 1969 : Macbeth de William Shakespeare, mise en scène Jean Meyer, théâtre des Célestins
- 1969 : Le Gardien de Harold Pinter, mise en scène Jean-Laurent Cochet, théâtre Moderne[19] : Mick
- 1971 : Le Gardien de Harold Pinter, mise en scène Jean-Laurent Cochet, théâtre des Célestins puis tournée Karsenty-Herbert : Mick
- 1972 : Tu étais si gentil quand tu étais petit de Jean Anouilh, mise en scène Jean Anouilh et Roland Piétri, théâtre Antoine-Simone-Berriau
- 1972 : Œdipe roi, Œdipe à Colone de Sophocle, mise en scène Jean-Paul Roussillon, Comédie-Française au festival d'Avignon
- 1972 : Richard III de Shakespeare, adaptation Jean-Louis Curtis, mise en scène Terry Hands, Comédie-Française au Festival d'Avignon : Édouard IV
- 1973 : L'Impromptu de Versailles de Molière, mise en scène Pierre Dux, Comédie-Française
- 1973 : Les Caprices de Marianne d'Alfred de Musset, mise en scène Jean-Laurent Cochet, Comédie-Française
- 1974 : La Nostalgie, camarade de François Billetdoux, mise en scène Jean-Paul Roussillon, Comédie-Française (Odéon)
- 1974 : Coriolan de William Shakespeare, mise en scène Jean Meyer, festival de Lyon
- 1975 : Horace de Corneille, mise en scène Jean-Pierre Miquel, Comédie-Française
- 1976 : La Nuit des rois de William Shakespeare, mise en scène Terry Hands, Comédie-Française (Odéon)
- 1976 : Cyrano de Bergerac d'Edmond Rostand, mise en scène Jean-Paul Roussillon, Comédie-Française (Odéon)
- 1976 : Le Misanthrope de Molière, mise en scène de Jean-Laurent Cochet, festival de Sarlat
- 1976 : Lorenzaccio d'Alfred de Musset, mise en scène Franco Zeffirelli, Comédie-Française
- 1977 : Les Bacchantes d'Euripide, mise en scène Michael Cacoyannis, Comédie-Française (Odéon)
- 1977 : Doit-on le dire ? d'Eugène Labiche, mise en scène Jean-Laurent Cochet, Comédie-Française
- 1978-1979 : La Trilogie de la villégiature de Carlo Goldoni, mise en scène Giorgio Strehler, Comédie-Française (Odéon)
- 1979 : Le Malade imaginaire de Molière, mise en scène Jean-Laurent Cochet, Comédie-Française
- 1980 : Simul et singulis - 1re période 1680-1780, mise en scène Simon Eine, Comédie-Française
- 1980 : La Révolte d'Auguste de Villiers de L'Isle-Adam, mise en scène Alain Halle-Halle, Comédie-Française
- 1981 : Médée d'Euripide, mise en scène Jean Gillibert, Festival d'Avignon, Comédie-Française (Odéon)
- 1983 : 29 degrés à l'ombre d'Eugène Labiche, mise en scène Jean-Laurent Cochet, théâtre Hébertot
- 1983 : Moi d'Eugène Labiche, mise en scène Jean-Laurent Cochet, théâtre Hébertot
- 1983 : Le Misanthrope de Molière, mise en scène Jean-Laurent Cochet, théâtre Hébertot
- 1987 : Ponce Pilate, procureur de Judée de Jean-Marie Pélaprat, mise en scène Robert Manuel, spectacle pour la croisière à bord du Mermoz
- 1990 : La Cerisaie d'Anton Tchekhov, mise en scène Jacques Rosny, théâtre de la Madeleine
- 1990 : L'Aiglon d'Edmond Rostand, mise en scène Jean-Luc Tardieu, festival d'Anjou
- 1992 : Chantecler d'Edmond Rostand, mise en scène Jean-Paul Lucet, théâtre antique de Fourvière
- 1997 : Dimanche prochain de Pierre Charras, mise en scène Gérard Maro, théâtre de l'Œuvre
- 1998 : Horace de Pierre Corneille, mise en scène Marion Bierry, théâtre de l'Œuvre
- 2000 : La Parisienne d'Henry Becque, mise en scène Jean-Laurent Cochet,
- 2005 : Charlotte Corday de Daniel Colas, mise en scène de l'auteur, Petit-Hébertot

## Filmographie

### Cinéma
- 1958 : Les Tricheurs de Marcel Carné : Toni
- 1963 : Un roi sans divertissement de François Leterrier : le capitaine Langlois
- 1964 : Angélique, marquise des anges de Bernard Borderie : Philippe de Plessis-Bellières
- 1964 : La Ronde de Roger Vadim : Georges
- 1965 : Merveilleuse Angélique de Bernard Borderie : Philippe de Plessis-Bellières
- 1966 : Angélique et le Roy de Bernard Borderie : Philippe de Plessis-Bellières
- 1968 : Adolphe ou l'Âge tendre de Bernard Toublanc-Michel : d'Aulnay
- 1968 : Phèdre de Pierre Jourdan : Hippolyte
- 1970 : Sortie de secours de Roger Kahane : Simon
- 1973 : Les Aventures de Rabbi Jacob de Gérard Oury : Mohamed Larbi Slimane/Rabbi Seligman
- 1974 : La guerre du pétrole n'aura pas lieu de Souheil Ben Barka : Tourner
- 1989 : La Folle Journée ou le Mariage de Figaro de Roger Coggio : le comte Almaviva
- 1989 : Suivez cet avion de Patrice Ambard : Laporte
- 1994 : L'Ange noir de Jean-Claude Brisseau : Romain Bousquet
- 2006 : Les Fragments d'Antonin de Gabriel Le Bomin

### Télévision
- 1962 : Cent ans d'amour : Le Maître de forges de Georges Ohnet, réalisation Maurice Château : Philippe Derblay[20],[21]
- 1963 : La Machine infernale de Jean Cocteau, réalisation Claude Loursais : Œdipe
- 1964 : Le Commandant Watrin de Jacques Rutman d'après Armand Lanoux
- 1965 : Cinna de Pierre Corneille, réalisation de Jean Kerchbron : Cinna
- 1966 : Les Compagnons de Jéhu de Michel Drach : Morgan (Jacques de Saint-Hermine)
- 1967 : Sébastien parmi les hommes de Cécile Aubry : Pierre Maréchal
- 1967 : Le Monde parallèle - La Vérité sur l'espionnage de Michael Braun et Yves Ciampi : Max (13 épisodes)[22]
- 1971 : Tartuffe de Molière, réalisation Marcel Cravenne : Cléante
- 1972 : Les Rois maudits de Claude Barma : Lord Roger Mortimer
- 1974 : Madame Bovary de Pierre Cardinal : Rodolphe Boulanger
- 1975 : Mamie Rose de Pierre Goutas : Régis
- 1976 : Milady de François Leterrier : le banquier Grumbach
- 1977 :  Le Loup blanc de Jean-Pierre Decourt : Hervé de Vaunoy
- 1977 : Richelieu, le Cardinal de velours de Jean-Pierre Decourt : La Valette
- 1979 : Mathias Sandorf de Jean-Pierre Decourt : Silas Toronthal
- 1979 : La Trilogie de la villégiature de Giorgio Strehler: Leonardo
- 1980 : Phèdre de Jean Racine, mise en scène Pierre Cardinal : Thésée
- 1981 : Les Fiancées de l'Empire de Jacques Doniol-Valcroze : Maxime d'Aurillac
- 1982 : Venise en hiver de Jacques Doniol-Valcroze : André Merrest
- 1983 : L'Homme de la nuit de Juan Luis Buñuel : Frank
- 1986 : À nous les beaux dimanches de Robert Mazoyer : Charles-Edgar Moreau
- 1986 : L'Ami Maupassant d'Alain Dhénaut, épisode L'Héritage : Maze
- 1988 : Les Cinq Dernières Minutes, épisode Un modèle de genre de Gilles Combet
- 1990 : La Belle Anglaise de Jacques Besnard, épisode La Course contre la montre : Miguel[23]
- 1990 : Meurtre avec préméditation, épisode Coma dépassé de Roger Pigaut : le docteur Magnien[24]
- 1992 : La Cavalière (deuxième partie) de Philippe Monnier : William Gordon-Thomas
- 1993 : Des héros ordinaires, épisode Les Saigneurs de Yvan Butler : Plessis
- 1994 : L'amour est un jeu d'enfants de Pierre Grimblat : Karlsen[25]
- 1995 : Les Cordier, juge et flic de Jacques Cortal, épisode Une mort programmée : Ackmann
- 1996 : Médée, opéra de Luigi Cherubini, réalisation de Pierre Jourdan: Jason
- 2000 : Julie Lescaut de Pascale Dallet, épisode Soupçon d'euthanasie : Danteille
- 2001 : Une femme d'honneur de Philippe Monnier, épisode Trafic de clandestins : Michel Durieux
- 2002 : Madame le consul de Jean Sagols, épisode Meurtre à Miami : Henri Delcourt, l'ambassadeur de France à Washington[26]
- 2005 : Le Fantôme du lac de Philippe Niang : Victor Lanzi

## Livres audio
- 1991 : Les Misérables raconté aux enfants par Guy Tréjean : Jean-Valjean / Champmathieu

## Doublage

### Cinéma

#### Films
- Robert Redford dans :
  - Nos plus belles années (1973) : Hubbell Gardner
  - Gatsby le Magnifique (1974) : Jay Gatsby (1er doublage)
  - Les Hommes du président (1976) : Bob Woodward
  - Un pont trop loin (1977) : Maj. Julian Cook
  - Le Meilleur (1984) : Roy Hobbs
  - Out of Africa (1985) : Denys George Finch Hatton
  - L'Affaire Chelsea Deardon (1986) : Tom Logan
  - Havana (1990) : Jack Weil
  - Les Experts (1992) : Martin Bishop / Martin Brice
  - Proposition indécente (1993) : John Gage
  - Personnel et confidentiel (1996) : Warren Justice
  - L'Homme qui murmurait à l'oreille des chevaux (1998) : Tom Booker
  - Le Dernier Château (2000) : le lieutenant-général Eugène Irwin
  - Spy Game : Jeu d'espions (2001) : Nathan D. Muir
  - L'Enlèvement (2004) : Wayne Hayes
  - Une vie inachevée (2005) : Einar Gilkyson
  - Lions et Agneaux (2008) : Dr Stephen Malley
- Tommy Lee Jones dans :
  - JFK (1991) : Clay Shaw / Clay Bertrand
  - Le Fugitif (1993) : le marshal Samuel Gerard
  - Entre ciel et terre (1993) : Steve Butler
  - Le Client (1994) : le révérend Roy Foltrigg
  - Tueurs nés (1994) : Warden Dwight McClusky
  - Batman Forever (1995) : Harvey Dent / Double Face
  - Volcano (1997) : Mike Roark
  - Men in Black (1997) : l'agent K
  - US Marshals (1998) : le marshal Samuel Gerard
  - Double Jeu (1999) : Travis Lehman
  - Space Cowboys (2000) : le colonel William « Hawk » Hawkins
  - Men in Black 2 (2002) : Kevin Brown, l'agent K
  - Traqué (2003) : L.T. Bonham
  - Les Disparues (2003) : Samuel Jones alias Chaa-Duu-Ba-Its-Iidan
  - Trois enterrements (2005) : Pete Perkins
  - Garde rapprochée (2005) : Roland Sharp
  - Dans la vallée d'Elah (2007) : Hank Deerfield
- Alan Rickman dans :
  - Michael Collins (1996) : Éamon de Valera
  - Harry Potter à l'école des sorciers (2001) : le professeur Severus Rogue
  - Harry Potter et la Chambre des secrets (2002) : le professeur Severus Rogue
  - Harry Potter et le Prisonnier d'Azkaban (2004) : le professeur Severus Rogue
  - Harry Potter et la Coupe de feu (2005) : le professeur Severus Rogue
  - Harry Potter et l'Ordre du Phénix (2007) : le professeur Severus Rogue
  - Sweeney Todd : Le Diabolique Barbier de Fleet Street (2007) : le juge Turpin
  - Harry Potter et le Prince de sang-mêlé (2009) : le professeur Severus Rogue
  - Harry Potter et les Reliques de la Mort (2010-2011) : le professeur Severus Rogue
- Giuliano Gemma dans :
  - Mort ou vif... de préférence mort (1969) : Monty Mulligan
  - Le Dernier Guet-apens (1970) : Silvio Corbari
  - La Grande Chevauchée de Robin des Bois (1971) : Robin des Bois / Henry de Nottingham
  - Un homme à respecter (1972) : Marco
  - Le Désert des Tartares (1976) : Major Mattis
  - Obsession (1976) : Michael Courtland
  - L'Affaire Mori (1977) : le prince Cesare Mori
- Tom Selleck dans :
  - Les Cavaliers de l'Ombre (1982) : Mac Traven
  - Délit d'innocence (1989) : Jimmie Rainwood
  - Son alibi (1989) : Phil Blackwood
  - Mr Quigley l'Australien (1990) : Matthew Quigley
  - Tels pères, telle fille (1990) : Peter Mitchell
  - In and Out (1997) : Peter Malloy
- Liam Neeson dans : 
  - La Liste de Schindler (1994) : Oskar Schindler
  - Hantise (1999) : Dr David Marrow
  - Batman Begins (2005) : Henri Ducard / Ra's al Ghul
  - The Other Man (2008) : Peter
- Jon Voight dans : 
  - Mission impossible (1996) : Jim Phelps
  - Wanted : Recherché mort ou vif (1997) : le général Adam Woodward alias le lieutenant-colonel Grant Casey
  - Zoolander (2001) : Larry Zoolander
  - Un crime dans la tête (2004) : le sénateur Thomas Jordan
- Patrick Stewart dans : 
  - Star Trek : Premier Contact (1996) : le capitaine Jean-Luc Picard
  - Star Trek : Insurrection (1998) : le capitaine Jean-Luc Picard
  - Star Trek : Nemesis (2002) : le capitaine Jean-Luc Picard
- Richard Chamberlain dans :
  - La Folle de Chaillot (1969) : Roderick
  - Le Retour des Mousquetaires (1989) : Aramis
- Warren Beatty dans :
  - Dollars (1971) : Joe Collins
  - John McCabe (1971) : John McCabe
- Donald Sutherland dans :
  - Ne vous retournez pas (1973) : John Baxter
  - Les 'S' Pions (1974) : Bruland
- Damien Thomas dans :
  - Le Message (1977) : Zaid
  - Pirates (1986) : don Alfonso
- Harrison Ford dans :
  - Guerre et Passion (1979) : David Halloran
  - Les Aventuriers de l'arche perdue (1981) : Indiana Jones
- Mel Gibson dans : 
  - L'Année de tous les dangers (1982) : Guy Hamilton
  - Le Bounty (1984) : Fletcher Christian
- Roger Moore[27],[28] dans :
  - Double Arnaque (1990) : Bradley-Smith / Sir John Blevistock
  - Le Grand Tournoi (1996) : Lord Edgar Dobbs

- 1941[29] : Billy the Kid le réfractaire : Billy Bonney (Robert Taylor)
- 1957[30] : Les Sentiers de la gloire : le commissaire du gouvernement (Richard Anderson)
- 1968 : Dracula et les Femmes : Paul (Barry Andrews)
- 1968 : Le Baiser papillon : Herbie (David Arkin)
- 1968 : Le Salaire de la haine : Ken Dakota (Spiros Focas)
- 1968 : Les tueurs sont lâchés : Richard Cutting (Patrick O'Neal)
- 1968 : La Bataille pour Anzio : le général Marsh (Anthony Steel)
- 1969 : Les Damnés : Günther Von Essenbeck (Renaud Verley)
- 1969 : L'Étoile du sud : Dan Rockland (George Segal)
- 1969 : À l'aube du cinquième jour : le lieutenant Christian Werner (Osvaldo Ruggieri)
- 1970 : Charro : Jess Wade (Elvis Presley)[31]
- 1970 : Le Miroir aux espions : John Avery (Anthony Hopkins)
- 1971 : Le Mystère Andromède : Dr Mark Hall (James Olson)
- 1972 : Les Indésirables : Jim Kane (Paul Newman)
- 1972 : Alerte à la bombe : Sam Allen (Mike Henry)
- 1973 : Un flic hors-la-loi : le commissaire Tabassi (Adalberto Maria Merli)
- 1975 : Le Voyage fantastique de Sinbad : Sinbad (John Phillip Law)
- 1975 : Lisztomania : le pape Pie IX (Ringo Starr)
- 1975 : Mr. Ricco de Paul Bogart : Joe Ricco (Dean Martin)
- 1975 : Les Insectes de feu : Pr James Parmiter (Bradford Dillman)
- 1976 : Les Mercenaires : Roberts (Richard Loring)
- 1977 : Arnold le magnifique : Arnold Schwarzenegger
- 1977 : MacArthur, le général rebelle : le sergent Sid Huff (Nicolas Coster)
- 1977 : Black Sunday de John Frankenheimer : Robert Moshevsky (Steven Keats)
- 1978 : Le Chat et le Canari : Paul Jones (Michael Callan)
- 1979 : Tess : Alec d'Urberville (Leigh Lawson)
- 1979 : Dracula : le comte Dracula (Frank Langella)
- 1979 : Violences sur la ville : Fred Willat (Andy Romano)
- 1980 : Les Faucons de la nuit : Heymar Reinhardt Wulgar (Rutger Hauer)
- 1980 : Le Chanteur de jazz : Jess Robin / Yussel Rabinovitch (Neil Diamond)
- 1981 : Reds : Eugene O'Neill (Jack Nicholson)
- 1982 : Le Choix de Sophie : Larry Landau (Stephen D. Newman)
- 1982 :  Frances : Dr Symington (Lane Smith)
- 1982 :  Fanny et Alexandre : Gustav Adolf Ekdahl (Jarl Kulle)
- 1983 : Les Prédateurs : John Blaylock (David Bowie)
- 1983 : Cujo : Steve Kemp (Christopher Stone)
- 1983 : Staying Alive : Jesse le chorégraphe (Steve Inwood (en))
- 1983 : Wargames : Lyle Watson (Dennis Lipscomb)
- 1984 :  Amadeus : l'empereur Joseph II (Jeffrey Jones)[32]
- 1984 : Tank : le gouverneur Harold F. Sims (J. Don Ferguson (en))
- 1985 : 2010 : L'Année du premier contact : voix de HAL 9000 (Douglas Rain)
- 1985 : La Rose pourpre du Caire : Henry, sur l'écran (Edward Herrmann)
- 1986 : Le Nom de la rose : Guillaume de Baskerville (Sean Connery)
- 1987 : Le Flic de Beverly Hills 2 : Charles « Chip » Cain (Dean Stockwell)
- 1987 : Radio Days : Sy (Richard Portnow)
- 1987 : Le Quatrième Protocole : Valeri Petrovsky / James Edward Ross (Pierce Brosnan)
- 1987 : Le Beau-père : Jerry Blake (Terry O'Quinn)
- 1987 : Mannequin : B.J. Wert (Stephen Vinovich)
- 1988 : Incidents de parcours : Allan Mann (Jason Beghe)
- 1990 : Hamlet : Polonius (Ian Holm)
- 1990 :  À la poursuite d'Octobre rouge : le conseiller présidentiel Jeffrey Pelt (Richard Jordan)
- 1993 : Soleil levant : le sénateur John Morton (Ray Wise)
- 1993 : Le Temps de l'innocence : Julius Beaufort (Stuart Wilson)
- 1993 : Les Vestiges du jour : sir Geoffrey Wren (Rupert Vansittart)
- 1993 : À la recherche de Bobby Fischer : le professeur de Jonathan Poe (Robert Stephens)
- 1995 : Babe, le cochon devenu berger : Rex, le chien[33]
- 1997 : Argent comptant : Barclay (David Warner)
- 1998 : Deep Impact : Jason Lerner (Maximilian Schell)
- 1998 :  Un élève doué : Richard Bowden (Bruce Davison)
- 1999 : Payback : Bronson (Kris Kristofferson)
- 1999 : Le 13e Guerrier : Melchisidek (Omar Sharif)
- 1999 : Mystery Men : le Sphinx (Wes Studi)
- 2001 : Le Chevalier Black : sir Knolte de Marlborough (Tom Wilkinson)

#### Films d'animation
- Batman contre le fantôme masqué : Carl Beaumont
- Flash Gordon: The Greatest Adventure of All : Flash Gordon

### Télévision

#### Téléfilms
- Richard Chamberlain dans : 
  - Wallemberg (1985) : Raoul Wallenberg
  - La vie en suspens (1991) : Ross Colburn

Mais aussi :
- 1974 : Brève rencontre : Graham Jesson (Jack Hedley)
- 1975 : La Nuit qui terrifia l'Amérique : Orson Welles (Paul Shenar)
- 1978 : Le Voleur de Bagdad : Prince Taj (Kabir Bedi)
- 1988 : Au nom de la foi : l'avocat Clark (Gary Bayer)
- 1994 : Dans le piège de l'oubli : Robert Mills (Tom Irwin)
- 1996 : Le Visage du mal : Russell Polk (Perry King)
- 1999 : Le plongeon de Véra : Norbert Kremers (Wolfgang Hinze)
- 2004 : La Création de Dieu : Dr Alfred Blalock (Alan Rickman)

#### Séries télévisées
- David Birney dans : 
  - Serpico (1976-1977) : Frank Serpico
  - Sliders : Les Mondes parallèles (1998) : Cadmus (saison 4, épisode 2)
- Richard Chamberlain dans : 
  - Shogun (1988) : major John Blackthorne / Anjin-san
  - Les anges du bonheur (2000) : Jack Clay / Everett Clay (saison 7, épisode 1)
- 1975 : Michel Strogoff : Michel Strogoff (Raimund Harmstorf) (mini-série)
- 1977 : L'Âge de cristal : David Eakins (Paul Shenar)
- 1977 : Jésus de Nazareth : Joseph (Yorgo Voyagis) (mini-série)
- 1977 : Racines : Jimmy Brent (Doug McClure) (mini-série)
- 1978 : Le Renard : Werner Stumm (Dirk Galuba) (saison 2, épisode 7 : L'épouse du détenu)
- 1979 : Terreur à bord : Dr Chabot (Horst Buchholz)
- 1979 : La Lumière des justes : Hippolyte Roznikoff (Stephan Paryla)
- 1983 : Le Souffle de la guerre : le narrateur (William Woodson)
- 1984 : L'Amour en héritage : Julien Mercuès (Stacy Keach)
- Un cas pour deux : 
  - 1984 : le narrateur qui résume les épisodes précédents (saison 4, épisodes 8 & 9 : Un mort à l'aube, 2/3 & 3/3)
  - 1985 : Werner Hassler (Michael Hinz (de)) (saison 5, épisode 1 : Le raté)
  - 1986 : le narrateur qui résume l'épisode précédent (saison 6, épisode 2 : Famille je vous hais, 2/2)
  - 1987 : Hans Zorek (Rüdiger Kirschstein (de)) (saison 7, épisode 1 : Chantage)
- 1989 : Hercule Poirot : Charles Laverton West (David Yelland) (saison 1, épisode 2 : Meurtre par procuration)
- 1989 : Le Tour du monde en quatre-vingts jours : Philéas Fogg (Pierce Brosnan) (mini-série)
- 1990-1991 : Twin Peaks : Jean Renault (Michael Parks) (2e voix)
- 1992 : Pour une poignée de diamants : Lorenzo (Giuliano Gemma) (mini-série)
- 1993 : Les Aventures du jeune Indiana Jones : Indiana Jones à 50 ans (Harrison Ford)
- 1993 : Chapeau melon et bottes de cuir - doublage tardif des épisodes inédits. Ian De'Ath  (saison 4, épisode 15 - Le Fantôme du Château De'Ath)
- 1993-1995 : Docteur Quinn, femme médecin : Ethan Cooper (Ben Murphy) et le président Ulysses S. Grant (Dennis Lipscomb)
- 1994 : Loïs et Clark : Les Nouvelles Aventures de Superman : Preston Carpenter (Dean Stockwell) (saison 1, épisode 18)
- 1994 : RoboCop : Chip Chayken (John Rubinstein)
- 1994-1998 : New York Police Blues : Bobby Simone (Jimmy Smits) (saisons 2 à 6)
- 1995 : Hercule : voix du générique
- 1995 : Suspect N°1 : Patrick Schofield (Stuart Wilson) (saison 4)
- 1996 : Babylon 5 : David 'Arthur' McIntyre (Michael York) (saison 3, épisode 13)
- 2000 : Les Anges du bonheur : Liam Neeson (lui-même) (saison 6, épisode 16)
- 2002 : Alias : Edward Poole (Roger Moore) (saison 1, épisode 16)
- 2003-2007 : Fortune et Trahisons : le prince Friedrich Fürst von Thorwald (Maximilian Schell)
- 2004 : New York, police judiciaire : Qaadar Khaleel (Christopher Maher) (saison 15, épisode 10)

#### Séries d'animation
- Ulysse 31 : Ulysse
- Men in Black : K
- Molierissimo : Molière
- Hercule, la série animée : le chef du mulot
- Montana : Montana Jones

### Jeux vidéo
- Batman Begins : Henri Ducard

### Autres
- Voix Off de la série 360° Geo, diffusée sur Arte

#### Publicités
- Dulux Valentine Onctua (1994) : voix off
- Quézac (1995) : voix off
- Mitsubishi Pajero (1996) : voix off
- Dreamcast (1999) : voix off
- France Télécom (2000) : voix off
- Apéricube (2005) : voix off

## Distinctions
- Chevalier de l'ordre des Arts et des Lettres[réf. nécessaire]